# Vakkalanselkä
Vakkalanselkä är en sjö i Finland. Den är en del av sjön Pyhäjärvi och ligger i Vesilax i landskapet Birkaland, i den södra delen av landet, 150 km nordväst om huvudstaden Helsingfors. Vakkalanselkä ligger 69 meter över havet.